# Atina Ford
Atina Ford, coniugata Johnston (Regina, 12 ottobre 1971), è una giocatrice di curling canadese.

## Biografia
Partecipò all'età di 26 anni ai XVIII Giochi olimpici invernali edizione disputata a Nagano (Giappone) nel 1998, riuscendo ad ottenere la medaglia d'oro nella squadra canadese con le connazionali Jan Betker, Joan McCusker, Marcia Gudereit e Sandra Schmirler.
Nell'edizione la nazionale danese ottenne la medaglia d'argento, la svedese quella di bronzo.